# Jocul Oglinzilor
Jocul Oglinzilor este un singur volum de poezii scris de Luca Caragiale, pe care autorul nu a avut șansa de a-l publica.
În anul 1921, Luchi Caragiale avea să se stingă din viață la vârsta de 27 de ani. Volumul Jocul Oglinzilor – dar de bunăseamă cu un alt cuprins decît cel gîndit de autor – a apărut grație criticului Barbu Cioculescu și sorei lui Luca, Ecaterina Lagodi, abia în 1972.